# リアム・コルトマン
リアム・コルトマン（Liam Coltman、1990年1月25日 - ）は、トップ14・リヨンOUに所属するラグビーユニオン選手。

## プロフィール
- ニュージーランド・ ニュープリマス出身[1]。
- ポジションはフッカー(HO)。
- 身長 185cm、体重 109kg[2]
- U20ニュージーランド代表に選ばれたことがある[3]。
- ニュージーランド代表キャップは8（2021年1月現在）でラグビーワールドカップ2019のニュージーランド代表に選ばれた[4]。

## 略歴
オタゴを経て、2013年、ハイランダーズに加入。
2022年、リヨンOUに加入。